# Blåryggig juveltrast
Blåryggig juveltrast (Hydrornis schneideri) är en fågel i familjen pittor inom ordningen tättingar.

## Utseende och läte
Blåryggig juveltrast är en medelstor (22 cm), skygg, skogslevande juveltrast. Hanen är lysande blå på mantel, vingtäckare, övergump och stjärt. Vingarna är brunsvarta. Resten av fjäderdräkten är rostbrun, på strupen ljusare och varmast på hjässa och nacke. Vidare syns ett svart streck genom ögat som sträcker sig till örontäckarnas bakre del. Den har även ett varierande svart bröst- och halsband. Honan liknar hanen, men saknar halsbandet och har brun mantel. Lätet består av en mörk och rätt mjuk utdragen dubbelvissling som stiger på första tonen och faller på andra.

## Utbredning och systematik
Fågeln förekommer enbart i Batakbergen på norra Sumatra. Den behandlas som monotypisk, det vill säga att den inte delas in i några underarter.

## Status och hot
Arten har ett stort utbredningsområde, men tros minska i antal, dock inte tillräckligt kraftigt för att den ska betraktas som hotad. Internationella naturvårdsunionen IUCN listar arten som livskraftig (LC).

## Namn
Fågelns vetenskapliga artnamn hedrar Gustav Schneider (1867–1958), schweizisk zoolog och samlare av specimen i Ostindien 1888 samt 1897–1899.